# Andrea Stella
Andrea Stella (Orvieto, 22 de fevereiro de 1971) é um engenheiro italiano. Ele atualmente é o chefe de equipe da McLaren na Fórmula 1.

## Carreira
Stella graduou-se em engenharia aeroespacial na Universidade de Roma com uma tese realizada no C.E.I.M.M. (Centro Esperienze Idrodinamiche Marina MIlitare), em Roma.
Em 2000, ele começou a trabalhar para a equipe de corridas da Ferrari. Primeiro Stella foi ativo na equipe de teste, após extensas proibições de testes de veículos durante a temporada, a partir de 2002, ele fica responsável pela preparação do carro de Michael Schumacher e, a partir de 2007, do carro de Kimi Räikkönen. Em 2009, Stella foi promovido a engenheiro de pista de Kimi Räikkönen. Em 2006, Stella também trabalhou como engenheiro de pista com Valentino Rossi quando o motociclista fez testes na Ferrari. Entre as temporadas de 2010 e 2014, ele foi engenheiro de pista de Fernando Alonso, quando o espanhol era piloto da Ferrari.
Em meados de 2014, a Ferrari ofereceu a renovação de seu contrato, mas ele recusou após receber uma oferta da McLaren. Ele, juntamente com Alonso, se muda para a McLaren para a temporada de 2015, e se torna o chefe de operações de corrida da equipe britânica.
Para a temporada de 2017, além de continuar como responsável pelos engenheiros de pista da McLaren, ele assumiu algumas responsabilidades no âmbito da gestão esportiva e foi designado para lidar com o relacionamento com a Federação Internacional de Automobilismo (FIA). Em 4 de julho de 2018, a McLaren anunciou que havia promovido Andrea Stella como seu diretor de performance.
No início de janeiro de 2020, foi noticiado que a McLaren promoveu Stella para o cargo de diretor de corridas.
Em 13 de dezembro de 2022, ele foi anunciado como substituto de Andreas Seidl como chefe de equipe da McLaren. Em 1 de agosto de 2024, a McLaren anunciou a extensão plurianual do contrato de Stella como seu chefe de equipe.